# Лихачёва, Ираида Дмитриевна
Ираида Дмитриевна Лихачёва-Кунина (14 ноября 1926 — 6 октября 2017) — советская и российская артистка оперетты, народная артистка РСФСР (1982).

## Биография
Ираида Дмитриевна Лихачёва родилась 14 ноября 1926 года. После окончания школы сначала поступила на рабфак, затем — в медицинский институт, но не закончив его, поступила в театральную студию и стала драматической актрисой.
С 1948 года после театральной студии получила распределение в театр (сейчас Озёрский театр драмы и комедии «Наш дом») закрытого города Челябинска-40 (сейчас Озёрск). В Челябинске-40 вышла замуж за музыканта Михаила Кунина. После аварии 1957 года переехала в закрытый город Красноярск-26 (ныне Железногорск).
В 1958—1975 года играла в Красноярском музыкально-драматическом театре Красноярска-26 (сейчас Железногорский театр оперетты).
С 1976 года была актрисой Театра оперетты Урала в Свердловск-44 (сейчас Новоуральск). За годы работы в театре сыграла более 200 ролей в комедиях, водевилях, мелодрамах и опереттах.
Скончалась 6 октября 2017 года. Похоронена на Новом кладбище посёлка Верх-Нейвинского вместе с мужем.

## Семья
- Муж — музыкант Михаил Кунин, контрабасист.

## Награды и премии
- Заслуженная артистка РСФСР (29.05.1968).
- Народная артистка РСФСР (22.10.1982).
- Почётный гражданин города Новоуральска «за многолетнюю творческую деятельность, особые заслуги в развитии культурной жизни города» (1987).
- Медаль «В ознаменование 100-летия со дня рождения Владимира Ильича Ленина» (1970).
- Знак Министерства культуры СССР «За отличную работу».
- «Победитель социалистического соревнования» (1973).
- «Победитель социалистического соревнования» (1978).

## Работы в театре
- «Марица» И. Кальмана — Цецилия
- «Дорогая Памела» М. Самойлова — Памела
- «Мистер Икс» И. Кальмана — Каролина
- «Бабий бунт» Е. Птичкина — Семёновна
- «Сильва» И. Кальмана — Александра
- «Ветер далёкой весны» — Соловейчик
- «Требуется героиня» — Клава Калинкина
- «Кавказская племянница» — Биби-ханум
- «Восемнадцать лет» — Ольга Андреевна
- «Граф Люксембург» Франца Легара — графиня Клементина
- «Фиалка Монмартра» И. Кальмана — Мадам Арно

## Фильмография
- 1983 — Витя Глушаков — друг апачей — эпизод (в титрах Н. Лихачёва)